# Liste der Äbte von Iona
Die folgenden Personen waren Äbte des Klosters Iona:

## Nachfolger des heiligen Columban
- Colum Cille, 547–597
- Baithéne mac Brénaind, 597–600
- Lasrén mac Feradaig, 600–605
- Fergno Britt mac Faílbi, 605–623 (Abtbischof)
- Ségéne mac Fiachnaí, 623–652
- Suibne I. moccu Fir Thrí, 652–657
- Cumméne Find, 657–669
- Fáilbe mac Pípáin, 669–679
- Adomnán, 679–704
- Conamail mac Faílbi, 704–707 († 710)
- Dúnchad I. mac Cinn Fáelad, 707–717
- Dorbbéne, 713 (Abtbischof)
- Fáelchú, 716–724
- Fedlimid, 722–?
- Cilléne Fota, 724–726
- Cilléne Droichtech 726–752
- Slébine, 752–767
- Suibne II., 767–772.
- Bressal, 772–801
- Connachtach, 801–802
- Cellach I., 802–814, († 815)
- Diarmait, 814–832
- Indrechtach, 832–854
- Cellach II., 854–865 (auch Abt von Kildare seit 852)
- Feradach, 865–880
- Fland, 880–891
- Máel Brigte, † 927 (auch Abt von Armagh seit 883)
- Cáenchormac, † 947
- Dub Dúin ua Stepháin (?), † 959
- Dub Scoile mac Cináeda (?), † 964
- Mugrón, † 980/1
- Máel Ciaráin ua Maigne, † 986
- Dub dá Leithe mac Cellaig (?), † 998 (auch Abt von Armagh seit 965)
- Máel Brigte mac Rímeda, † 1005
- Flandabra, † 1025
- Gilla Críst Ua Máel Doraid (?), † 1062
- Mac Meic Báethéne, † 1070
- Donnchad mac meic Máenaig, † 1099

## Benediktiner
- Celestine (Cellach), 1203–1204
- Amhalghaidh Ó Ferghail, um 1204
- Fionnlagh (Finnláech; Finlay), um 1320
- Peter, um 1357
- Finghuine MacFhionghain (MacKinnon), um 1357–1405
- Eoin MacAlasdair (John MacAlister), 1405–?1421
- Aonghas MacDomhnaill (Angus MacDonald), 1465
- Eoin MacFhionghain (John MacKinnon, Sohn von Lachlan MacKinnon), 1467–1498

## Kommendataräbte
- Eoin Caimbeul I. (John Campbell), 1499–1510
- George Hepburn, 1510–1513
- Eoin Caimbeul II. (John Campbell), 1514–1532
- Ailean (Alan MacLean), 1526
- Seumas Sdibhard (James Stewart), 1529
- Fearchar MacEachainn, 1528–1544 × 1546
- Ruairidh (Roderick MacLean), 1544–1552 × 1553
- Ruairidh MacAlasdair (Roderick MacAlister), 1545–1546
- Ailean Mac an Tóisich (Alan MacIntosh), 1546
- John Hay, 1547
- Pádraig (Patrick MacLean), 1547–1552
- Alexander Gordon, 1553–1562
- Eoin Caimbeul III. (John Campbell), 1557–1560 × 1562
- Pádraig (2. Mal), 1560–1565
- Séon Carsuel, 1565–1572
- Lachlann MacLean, 1567
- Eoin Caimbeul III. (2. Mal), 1572–1581
- Alasdair Caimbeul (Alexander Campbell), 1581–1615